# Stephen Gould (tenor)
Stephen Gould (Roanoke, Virginia, 24 de enero de 1962-19 de septiembre de 2023) fue un cantante de ópera estadounidense.

## Biografía
Hijo de una concertista de piano y un pastor metodista.
Gould estudió en el Conservatorio de Música de Nueva Inglaterra en Boston y luego fue miembro del programa de jóvenes talentos de la Lyric Opera of Chicago (Lyric Opera Center for American Artists). Además de sus primeros papeles en la ópera, Gould también cantó en el musical El fantasma de la ópera antes de poder afirmarse como un Heldentenor. Debutó en este campo como Florestan en la ópera Fidelio de Beethoven.
Gould fue uno de los cantantes wagnerianos más cotizados del mundo. Cantó Siegfried en El anillo del nibelungo en las Óperas estatales de Viena y Munich, y de 2006 a 2008 en el Festival de Bayreuth. Allí hizo su debut como Tannhäuser en 2004 y también interpretó a Tristán en la producción de Katharina Wagner en 2015. También en 2004 hizo su debut en la Ópera de Viena, donde en 2015/16 actuó con Simon Rattle y Ádám Fischer en Siegfried y Parsifal.
Su repertorio incluyó papeles como Siegmund (Die Walküre), Erik ( El holandés errante ), Paul ( La ciudad muerta ), Bacchus ( Ariadne auf Naxos ), El Emperador ( La mujer sin sombra ) y los papeles principales en Lohengrin, Parsifal u Otello, pero también los Gurre-Lieder de Arnold Schönberg y el tenor solista de la novena de Beethoven.
Gould vivió alternativamente en Estados Unidos y en Viena. Consideraba fundamental que un cantante Wagneriano viviese en Alemania o Austria, «porque no se puede aprender a Wagner sólo con un entrenador».
En verano de 2023 anunció su retirada por motivos de salud. Apenas quince días después de anunciar que padecía un cáncer incurable, falleció el 19 de septiembre de 2023.

## Premios y distinciones
- 2015: Título de Kammersänger austríaco.[7]